# Reserva étnica Awá
La reserva étnica y forestal Awá se localiza entre las provincias de Esmeraldas y Carchi en Ecuador, abarcando un total aproximado de 120 000 ha. Esta reserva colinda con otra similar en Colombia que posee el mismo nombre y cubre 280 000 ha. Esta IBA incluye también las zonas aledañas a la reserva étnica. El territorio Awá está cubierto en un 65 % por bosques primarios en buen estado de conservación, que van desde el bosque húmedo tropical de las tierras bajas, hasta el húmedo montano o nublado de las estribaciones andinas. Toda el área de la reserva está protegida como reserva étnica y bosque protector. En los alrededores existen porciones remanentes de bosque subtropical y tropical. Se presume que en las áreas de ocupación humana hay actividades agrícolas y ganaderas de subsistencia, así como extracción de madera y cacería en menor grado. Algunas iniciativas de conservación se están ejecutando dentro del marco del Corredor de Conservación Chocó-Manabí, una iniciativa de Conservación Internacional (CI). Además, se han ejecutado otras iniciativas por parte del Ministerio de Ambiente y Agua del Ecuador, así como esfuerzos binacionales con la participación de la Federación Awá, World Wildlife Fund-Colombia y Fundación Altrópico, con el apoyo de Swedish International Development Agency (SIDA), U. S. Agency of International Development (USAID) y World Wildlife Fund (WWF). Actualmente, la Federación de Centros Awá del Ecuador está planeando la ejecución del Proyecto Conservación y Manejo de la Biodiversidad en el Territorio Indígena Awá del Ecuador, que contará con el apoyo del Programa Critical Ecosystem Partnership Fund de CI y WWF. Además, el sitio ha sido visitado por algunos investigadores y observadores de aves como P. Coopmans, N. Krabbe, O. Jahn, M. Lysinger, P. Mena-V., M. B. Robbins, R. S. Ridgely y F. Sornoza.
Se conoce la existencia de ciento setenta especies, entre las que se cuentan varias amenazadas de extinción, que a su vez son endémicas del Chocó biogeográfico, como Neomorphus radiolosus, Penelope ortoni, Chlorospingus flavovirens, entre otras. La cantidad de información es muy limitada y se asume que la diversidad de especies debe ser muy superior considerando además el extenso gradiente altitudinal cubierto por esta área.
Aunque existe muy poca información sobre la reserva, se conoce de la existencia de poblaciones de Ateles fusciceps (CR), Balantiopteryx infusca (EN), Speothos venaticus (VU), Tapirus bairdii (EN), Panthera onca (NT), Caluromys derbianus (VU), Leopardus tigrinus (NT), Lontra longicaudis (DD), Bassaricyon gabbii (LR/nt), Choeroniscus periosus (VU), Rhinophylla alethina (LR/nt), Cabassous centralis (DD), Dinomys branickii (EN), Agouti taczanowskii (LR/nt), Ichthyomys hydrobates (LR/nt) y Tremarctos ornatus (VU). Además, existen importantes poblaciones de árboles maderables grandes como Chanul (Humiriastrum procerum), Ceibo (Ceiba pentandra), Anime (Protium ecuadorense), Sande (Brosimum utile) y Copal (Dacryodes occidentalis).